# Municipio de Richland (condado de Fountain)
El municipio de Richland (en inglés, Richland Township) es un municipio del condado de Fountain, Indiana, Estados Unidos. Tiene una población estimada, a mediados de 2021, de 818 habitantes.

## Geografía
Está ubicado en las coordenadas 40°11′28″N 87°8′49″O / 40.19111, -87.14694. Según la Oficina del Censo de los Estados Unidos, tiene una superficie total de 134.52 km², correspondientes en su totalidad a tierra firme.

## Demografía
Según el censo de 2020, había 842 personas residiendo en la zona. La densidad de población era de 6,26 hab./km². El 93.71 % de los habitantes eran blancos, el 0.12 % era afroamericano, el 0.48 % eran amerindios, el 0.24 % eran asiáticos, el 0.24 % eran de una mezcla de razas y el 5.23 % eran de una mezcla de razas. Del total de la población, el 1.43 % eran hispanos o latinos de cualquier raza.